# Vogtei Rodenkirchen
Die Vogtei Rodenkirchen war eine zu Oldenburg gehörende Verwaltungseinheit. Sie bestand bis 1811.

## Umfang
Die Vogtei Rodenkirchen deckt den Mittelpunkt des Stadlandes ab. Die Vogtei ist im Osten durch die Weser begrenzt. Hier wurden bei Havendorfersand größere Flächen Ackerland durch Eindeichung gewonnen. Im Süden kommt die Vogtei Golzwarden und im Westen die Vogtei Schwei, nördlich in Butjadingen befindet sich die Vogtei Abbehausen. Die Vogtei Rodenkirchen bestand aus zwei Kirchspielen. Rodenkirchen mit den Bauerschaften Absen, Alse, Alserwurp, Beckum, Hartwarden, Hakendorferwurp, Rodenkirchen, Rodenkircherwurp und Sürwürden sowie dem Kirchspiel Esenshamm mit den Bauerschaften Enjebuhr, Esenshamm, Esenshammergroden und Havendorf.

## Infrastruktur
Im Jahr 1800 gab es in Rodenkirchen eine Kirche und zwei Pastoreien. In einer Küsterei war die Schule untergebracht. In Esensham gab es eine Schule, deren Schulleiter gleichzeitig Küster und Organist war. Der Schulunterricht in Hartwarden wurde in einem Privathaus gehalten.

## Wirtschaft
Es gab um 1800 zwei Windmühlen, die Warpmühle bei Hahnenknoop und eine Windmühle zwischen Strohhausen und Hartwarden.
Folgende Berufe sind für die Vogtei im Jahr 1800 bekannt: 2 Bäcker, 9 Böttcher, 2 Drechsler, 5 Fassbinder, einen Glaser, 12 Kahnführer, 15 Kaufleute, einen Knopfmacher, 14 Gastwirte, einen Maler, einen Maurer, einen Tischler und einen Sattler, 3 Schlachter, 6 Schmiede, 26 Schneider, 24 Schuster, 4 Weißgerber, 18 Weber und 14 Zimmerleute. Außerdem gab es einen Wundarzt.

## Demographie
| Jahr | Einwohner |
| ---- | --------- |
| 1662 | 3.190     |
| 1702 | 2.450     |
| 1769 | 2.719     |
| 1804 | 3.072     |

## Listen
- Liste der Vogteien des Herzogtums Oldenburgs